# اوجنات (حزم العدين)

تعديل مصدري - تعديل

اوجنات هي إحدى قرى عزلة حقين بمديرية حزم العدين التابعة لمحافظة إب، بلغ تعداد سكانها 273 نسمة حسب تعداد اليمن لعام 2004.